# Mattias Inwood
Mattias Inwood, né à Wanaka, est un acteur néo-zélandais, connu pour avoir interprété Lorin dans la série télévisée Les Chroniques de Shannara, Richard Burbage dans Will, ainsi que Tom Griffiths dans Shortland Street.

## Biographie
Inwood grandit à Wanaka en Nouvelle-Zélande. Il est diplômé de Toi Whakaari, ayant un Bachelor pour la catégorie arts du spectacle en 2015, pour ensuite commencer sa carrière en tant qu'acteur. Il fait du théâtre depuis qu'il a 8 ans.

### Vie privée
Son père fait partie d'une troupe de comédie, Foreplay with friends, et sa mère est française et lui rend visite régulièrement à Lyon. Il parle aussi le français.

## Carrière
En 2016, Inwood décroche son premier rôle principal dans la série télévisée Les Chroniques de Shannara. L'année suivante, il interprète le rôle principal Richard Burbage dans la série télévisée Will,.
En 2018, il interprète Corey Welch, un policier, dans la série télévisée australienne Tidelands. Depuis 2021, il interprète Tom Griffiths dans la série télévisée Shortland Street,.

## Filmographie

### Films
- 2019 : Guns Akimbo de Jason Howden : Skizm Goon #6

### Séries télévisées
- 2016 : Les Chroniques de Shannara de Alfred Gough et Miles Millar : Lorin
- 2017 : Will de Craig Pearce : Richard Burbage
- 2018 : Tidelands de Stephen M. Irwin, Nathan Mayfield et Leigh McGrath : Corey Welch, un policier
- 2021 : Shortland Street de Jason Daniel : Tom Griffiths, un docteur
- 2021 : One Of Us Is Lying de Erica Saleh : Zach